# Kleiner Eutiner See
Der Kleine Eutiner See ist ein See am südwestlichen Rand der ostholsteinischen Kreisstadt Eutin in Schleswig-Holstein.

## Topographie
Der See hat eine unregelmäßige Form mit einer Länge von ca. 1200 m und einer Breite von ca. 600 m an den jeweils längsten bzw. breitesten Stellen. Er ist 37 ha groß und ist mit seiner mittleren Tiefe von 2,3 m bei einer maximalen Tiefe von 4,7 m recht flach.

## Geographie
Der Kleine Eutiner See entwässert in nördlicher Richtung in den Großen Eutiner See und liegt in der Holsteinischen Schweiz umgeben von einer hügeligen Moränenlandschaft.

## Ufer
An seinem östlichen Ufer befindet sich ein Spielplatz sowie die "Gustav-Peters-Schule Außenstelle Kleiner See", die der Primarbildung zugeordnet ist. Das Nordufer wird durch die Gebäude des lokalen Klinikums sowie die eines Seniorenheimes dominiert, während die südwestlichen und südöstlichen Ufer durch Wohnbebauung der Stadt Eutin und dessen Ortsteil Neudorf geprägt sind. An das Südufer grenzen landwirtschaftlich-genutzte Felder. 
Am Nordufer befindet sich der Jüdische Friedhof (Eutin). 
Es führt außerdem ein Rundwanderweg direkt am Ufer entlang, der den ganzen See umfasst und beschildert ist.